# Benthobia tornatilis
Benthobia tornatilis is een slakkensoort uit de familie van de Pseudolividae. De wetenschappelijke naam van de soort is voor het eerst geldig gepubliceerd in 2003 door Simone.